# Литвино (посёлок)
Литвино́ — поселок в Ленском районе Архангельской области. Входит в состав Сойгинского сельского поселения.

## География
Находится в юго-восточной части Архангельской области на расстоянии приблизительно 86 км на юго-запад по прямой от административного центра района села Яренск, на правом берегу Вычегды.

## История
Литвиновский леспромхоз образовался в 1936 году. Название поселку было дано по ближайшей деревне.

## Население
Численность населения: 668 человек (русские 91 %) в 2002 году, 468 в 2010.